# فروهناو (انابرگ-بوخ‌هولتس)
فروهناو (به آلمانی: Frohnau) یک منطقهٔ مسکونی در آلمان است که در آنابرگ-بوخ‌هولتس واقع شده‌است. فروهناو ۱٬۲۷۷ نفر جمعیت دارد.